# 堡子镇 (达州市)
堡子镇，是中华人民共和国四川省达州市达川区下辖的一个乡镇级行政单位。

## 行政区划
堡子镇下辖以下地区：
街道社区、高坪社区、郭家坪村、盛家坪村、鞍山村、龙嘴村、七孔村、松树店村、杨家扁村、听包场村、高家湾村、水洞坪村、杨家岩村、石垭口村、山坪村、长滩村、耿石村、长垭村、烟灯村和尖山村。